# ضریب مغزی
| گونه‌ها                | ضریب مغزی (EQ) |
| --------------------- | -------------- |
| انسان                 | ۷٫۴-۷٫۸        |
| دلفین پوزه‌بطری معمولی | ۴٫۱۴           |
| نهنگ قاتل             | ۲٫۵۷-۳٫۳       |
| شمپانزه               | ۲٫۲-۲٫۵        |
| میمون رزوس            | ۲٫۱            |
| فیل                   | ۱٫۱۳-۲٫۳۶      |
| سگ                    | ۱٫۲            |
| گربه                  | ۱٫۰۰           |
| اسب                   | ۰٫۹            |
| گوسفند                | ۰٫۸            |
| موش                   | ۰٫۵            |
| موش صحرایی            | ۰٫۴            |
| خرگوش                 | ۵              |
| نهنگ                  | ۰٫۱۸           |

ضریب مغزی (به انگلیسی: Encephalization quotient) یا (به انگلیسی: encephalization level) نسبت بین وزن مغز و اندازه بدن جانور است، که باعث یک برآورد کلی از هوش حیوان می‌شود. این اندازه‌گیری به وسیلهٔ هری. جی. جریسون دردهه ۱۹۷۰ ایجاد شد و به تعیین هوش نسبی جانوران منقرض شده کمک می‌کند.